# Amphimallon safiense
Amphimallon safiense är en skalbaggsart som beskrevs av Olivier Montreuil 2000. Amphimallon safiense ingår i släktet Amphimallon och familjen Melolonthidae. Inga underarter finns listade i Catalogue of Life.